# Margaret Michaelis-Sachs
Margaret Michaelis-Sachs, nata Margarethe Gross (Dziedzice, 6 aprile 1902 – Melbourne, 10 ottobre 1985), è stata una fotografa austriaca naturalizzata australiana di origini ebree polacche.

## Biografia
Figlia di Heinrich, medico, e di Fanni Robinsohn. La cittadina di Dziedzice si trova vicino a Bielsko nella Polonia meridionale, all'epoca parte dell'Impero austro-ungarico. Studia fotografia a Vienna dal 1918 al 1921 e collabora con vari studi, alcuni dei quali prestigiosi come l'"Atelier D’Ora" dell'allora famosa e affascinante fotografa Dora Kallmus e l’"Atelier für Porträt Photographie". Si specializza in ritrattistica che resterà un elemento importante per tutta la vita, così come in quegli anni svilupperà in senso pittorico il nudo, molto richiesto.
Nel 1929 si trasferisce a Berlino dove lavora presso l’Atelier di Schenker di Suse Byk, Photos Winterfeld e il Für Photographische Porträts arricchendo la propria metodologia di ripresa fotografica in senso più moderno. Qui incontra Rudolf Michaelis (1907-1990), un restauratore anarchico antifascista. Nel 1933, anno del loro matrimonio, vengono arrestati. In dicembre sono rilasciati e riescono a fuggire dalla Germania e a nascondersi a Barcellona. Il matrimonio tuttavia è di breve durata dato che l'anno successivo si separano, per divorziare nel 1937, anche se continuerà una fitta corrispondenza con l'ex marito fino al 1975.
In Spagna, Margaret inizia ad interessarsi alla fotografia sociale scegliendo soggetti quali marinai, bambini, gitani, gente dei quartieri malfamati e di cogliere le condizioni di vita drammatica della popolazione. Alcune di queste immagini vengono pubblicate su giornali e riviste ed esse saranno utili alla resistenza spagnola.
Successivamente si sposterà in giro per l'Europa - tra Francia, Polonia e qualche anno a Londra - prima del definitivo trasferimento in Australia nel 1939 a Sydney. Dopo i primi anni molto duri, apre nel 1940 il suo studio fotografico dove inizia a lavorare sia col ritratto che con la fotografia di danza della Gertrud Bodenwieser Ballet e con vari altri corpi di ballo.

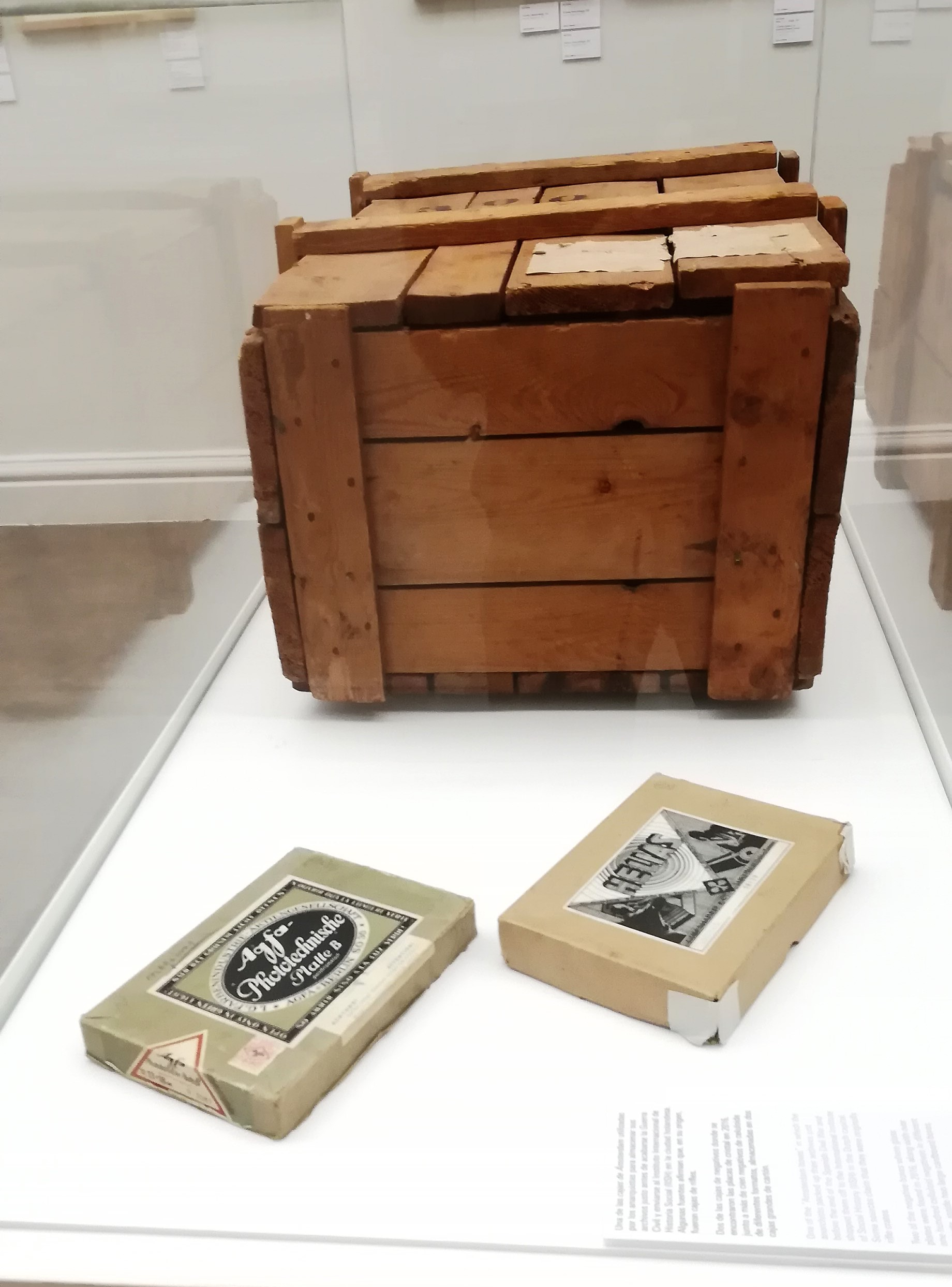
Una delle casse contenente le foto di Margaret e Kati

Nel 1945 viene naturalizzata australiana. Per problemi di vista la sua attività fotografica cessa nel 1952. Nel 1960 sposa Albert George Sachs e si trasferisce a Melborne. Lui muore nel 1965. Dopo alcuni anni in cui si dedica ai viaggi in Europa ed in oriente, muore nella sua casa di Melbourne e viene cremata. Il suo patrimonio fotografico è stato donato alla National Gallery of Australia.
Alla fine della Guerra civile spagnola le sue foto, scattate con una Leica, insieme a quelle di un'altra fotografa di origini austro-ungariche, Kati Horna, e a molti documenti, chiusi dentro a 48 casse di legno, sono state spedite all'Istituto internazionale di storia sociale (IISG) di Amsterdam e lì dimenticati. Sono stati riscoperti sono dopo 80 anni dalla storica dell'arte Almudena Rubio ed esposte a Madrid per la prima volta nel giugno 2022 nell'ambito di PhotoEspaña.